# Synagoge (Kirberg)

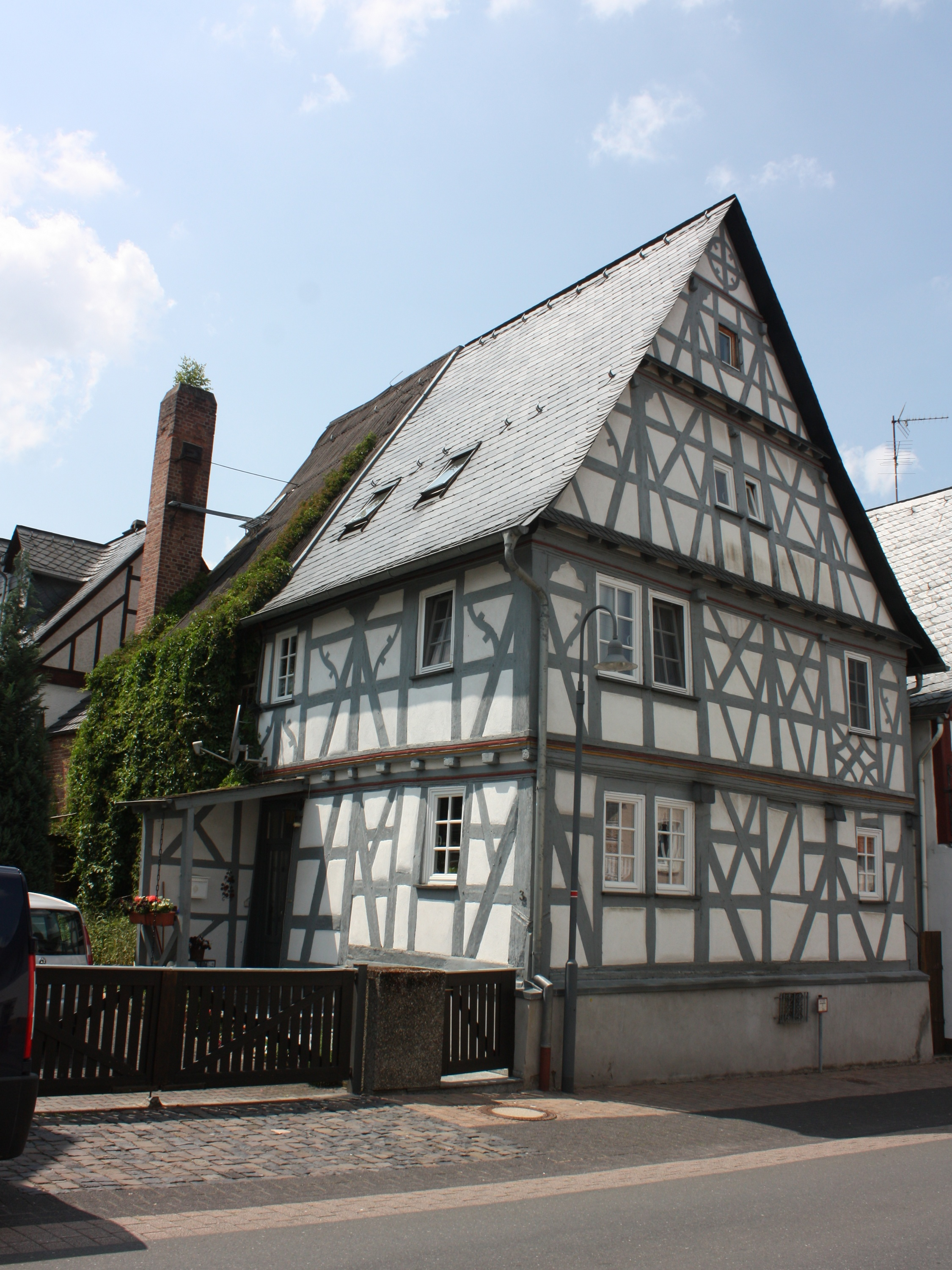
Wassergasse 3/5 in Kirberg

Die Synagoge in Kirberg, einem Ortsteil der Gemeinde Hünfelden im Landkreis Limburg-Weilburg in Hessen, wurde vermutlich 1621/22 auf einem zum Steinschen Hof gehörigen Fuhrhof errichtet. Die profanierte Synagoge an der Wassergasse 3/5 ist ein geschütztes Kulturdenkmal.
Im zweigeteilten Fachwerkhaus mit einem steilen, doppelbödigen Satteldach befand sich in der hinteren Hälfte (Nr. 5, auf dem Foto mit Efeu überwachsen) die Synagoge. Sie diente von etwa 1750 bis 1933 als Gotteshaus der Jüdischen Gemeinde Kirberg und wurde eventuell auch als solches erbaut. Das Schmuckfachwerk besteht aus Mannfiguren und Andreaskreuzen.
Im Jahr 1933 wurde die Synagoge geschlossen, 1939 wurden die Kultgegenstände an die Staatspolizei in Frankfurt am Main übergeben und anschließend vermutlich vernichtet. Nach 1945 wurde die ehemalige Synagoge zu Wohnzwecken umgebaut.